# HMS Mashona
HMS Mashona – brytyjski niszczyciel z okresu II wojny światowej, typu Tribal, w służbie Royal Navy w latach 1939–1941. Nosił znaki taktyczne F59, G59. Podczas wojny służył w kampanii norweskiej i na Atlantyku. Zatopiony 28 maja 1941 na Atlantyku przez lotnictwo niemieckie.
Podczas służby HMS „Mashona” otrzymał 2 wyróżnienia bitewne (battle honours): Norwegia 1940 i operacja przeciw pancernikowi Bismarck 1941.

## Budowa
Okręt zamówiono 19 czerwca 1936 w ramach programu budowy na 1936 rok, w zakładach Parsons  produkujących turbiny parowe, które budowę kadłuba podzleciły stoczni Vickers. Stępkę pod jego budowę położono 5 sierpnia 1936 w stoczni High Walker Yard zakładów Vickers-Armstrongs w Newcastle upon Tyne, wraz z bliźniaczym „Eskimo”. Kadłub wodowano 3 września 1937 (również wraz z „Eskimo”). Po wyposażeniu w zakładach Parsons w Wallsend, okręt wszedł do służby w Royal Navy 28 marca 1939 (ukończenie opóźniło się przez późne dostarczenie uzbrojenia). „Mashona” był pierwszym okrętem brytyjskim noszącym tę nazwę, od afrykańskiego ludu Maszona. Koszt budowy bez uzbrojenia i wyposażenia łączności wyniósł 341 108 £.

## Służba

### Początek II wojny światowej
„Mashona” podczas całej służby wchodził w skład 11. Dywizjonu 6. Flotylli Niszczycieli Floty Metropolii (Home Fleet). W czerwcu 1939 brał udział w zakończonej niepowodzeniem akcji ratowania okrętu podwodnego HMS „Thetis” w Zatoce Liverpoolskiej.
Po wybuchu II wojny światowej, głównie patrolował na Morzu Północnym i Atlantyku oraz działał z siłami głównymi floty, bazując w Scapa Flow. 25–26 września poszukiwał i eskortował do bazy uszkodzony na Morzu Północnym okręt podwodny HMS „Spearfish” (wraz z „Matabele” i „Somali”). Od 25 października do 11 listopada był remontowany, ponownie w marcu 1941.

### Kampania norweska 1940
W dniach 4–7 kwietnia 1940 „Mashona” wraz z HMS „Somali”, „Tartar” i „Matabele” eskortował konwój HN-24 z Norwegii. Tuż przed niemieckim atakiem na Norwegię, 7 kwietnia niszczyciele te dołączyły do głównych sił Floty Metropolii adm. Forbesa, które wyszły w morze w bezskutecznym poszukiwaniu niemieckich okrętów. Następnie 9 kwietnia „Mashona” wyruszył w eskorcie 4 krążowników, które miały zaatakować niemieckie okręty pod Bergen, lecz operacja została odwołana i okręty dołączyły do sił głównych Home Fleet, atakowane po drodze przez lotnictwo („Mashona” uratował 5 rozbitków z zatopionego niszczyciela HMS „Gurkha”) W ciągu następnych dni w dalszym ciągu bezskutecznie poszukiwał z innymi niszczycielami niemieckich okrętów u wybrzeży Norwegii  13 kwietnia i w ciągu kolejnych dni okręty były kilkakrotnie atakowane przez lotnictwo. 14 kwietnia niszczyciel wraz z innymi wysadził pod Namsos desant piechoty morskiej przejęty z krążownika „Sheffield” (operacja Henry), a następnie w nocy 16/17 kwietnia wysadził pod Namsos żołnierzy przejętych z polskiego transportowca MS „Chrobry” (wraz z niszczycielami HMS „Nubian”, „Matabele”, „Sikh” i „Afridi”). Eskortował następnie 19-21 kwietnia „Chrobrego” do Clyde w Wielkiej Brytanii (z HMS „Sikh”). W nocy z 30 kwietnia na 1 maja „Mashona” brał udział w operacji ewakuacji sił alianckich z Åndalsnes. Z niszczycielami HMS „Walker” i „Westcott” ewakuował wówczas siły alianckie z Veblungsnes, walcząc z lotnictwem oraz uratował 10 rozbitków z zatopionego pomocniczego ścigacza okrętów podwodnych (trawlera) „Cape Chelyuskin”. Zmieniono mu następnie znak taktyczny z F59 na G59.
„Mashona” służył następnie na wodach brytyjskich. 6-8 czerwca wziął jeszcze udział w osłonie konwojów ewakuacyjnych z Harstad w Norwegii.

### Flota Metropolii 1940–1941
20 czerwca wraz z „Tartar” i „Maori” zajął na Wyspach Owczych dwa niszczyciele i dwa torpedowce zakupione przez Szwecję we Włoszech (okręty te zostały jednak 2 lipca zwrócone rządowi szwedzkiemu).
Od października do listopada 1940 „Mashona” był remontowany w Liverpoolu, przy czym zastąpiono na nim 2 działa 120 mm na rufowej pozycji X przez działa przeciwlotnicze 102 mm (podobnie, jak na innych okrętach tego typu). Wykonując zadania osłony konwojów na zachodnich podejściach do Wielkiej Brytanii (Western Approaches), 12 grudnia uratował rozbitków ze statku SS „Rotorua” storpedowanego przez U-96, a 27 grudnia 89 rozbitków z SS „Waiotira” storpedowanego przez U-95.
2–3 stycznia 1941 „Mashona” osłaniał operację minowania na wodach norweskich. 6 stycznia został uszkodzony w kolizji z HMS „Sikh” w Scapa Flow, po czym do 3 marca był remontowany. Od 24 do 28 stycznia eskortował konwój WS-7 na odcinku z Clyde.
22 maja wyruszył w eskorcie transportowca wojska „Britannic” do Halifaksu w Kanadzie, wraz z pancernikiem HMS „Rodney” i niszczycielami „Somali”, „Tartar” i „Eskimo”. 24 maja wraz z „Rodney”, „Somali” i „Tartar” został odłączony w celu poszukiwania pancernika „Bismarck”. Z powodu niskiego stanu paliwa, 27 maja skierował się wraz z „Tartarem” do bazy. Po drodze jednakże 28 maja, już po zatopieniu „Bismarcka”, padł ofiarą ataku lotnictwa niemieckiego na zachód od Irlandii i został trafiony bombą w kotłownię, w rejonie pozycji 52°58′N 11°03′W/52,966667 -11,050000. Zginęło 36 członków załogi, 195 uratowały niszczyciele HMS „Tartar”, „Sherwood” i kanadyjski HMCS „St. Clair” (HMS „Sherwood” i HMCS „St. Clair” dobiły wrak).

## Dane
Szczegółowy opis i dane techniczne w artykule niszczyciele typu Tribal (1936)

### Uzbrojenie
1939-1940:
- 8 dział kalibru 120 mm (4.7 in) QF Mk XII na podwójnych podstawach CP Mk XIX, osłoniętych maskami (4xII)
  - długość lufy: L/45 (45 kalibrów), donośność maksymalna 15 520 m, kąt podniesienia +40°, masa pocisku 22,7 kg, zapas amunicji 300 pocisków na działo (w tym 50 oświetlających)
- 4 automatyczne działka przeciwlotnicze 40 mm Vickers Mk VIII pom-pom, poczwórnie sprzężone na podstawie Mk VII (1xIV)
  - długość lufy: L/39, donośność skuteczna w poziomie 3475 m, w pionie 1555 m, kąt podniesienia +80°, masa pocisku 0,907 kg,
- 8 wkm plot Vickers 12,7 mm, poczwórnie sprzężone (2xIV)
- 4 wyrzutnie torpedowe 533 mm  QR Mk IX (1xIV) (4 torpedy Mk IX)
- 1 zrzutnia (na 3 bomby) i 2 miotacze bomb głębinowych (20 bomb głębinowych)

październik 1940-1941
- 6 dział 120 mm (4.7 in) QF Mk XII na podwójnych podstawach CP Mk XIX, osłoniętych maskami (3xII)
- 2 działa uniwersalne 102 mm Mk XVI na podwójnej podstawie Mk XIX, osłonięte maską (1xII)
  - długość lufy: L/45, donośność maksymalna 18 150 m, w pionie 11 890 m, kąt podniesienia +80°, masa pocisku 15,88 kg
- 4 automatyczne działka plot 40 mm Vickers Mk VIII pom-pom, poczwórnie sprzężone na podstawie Mk VII (1xIV)
- 8 wkm plot 12,7 mm Vickers (2xIV)
- 4 wyrzutnie torpedowe 533 mm QR Mk IX (1xIV) (4 torpedy Mk IX)
- 1 zrzutnia (na 3 bomby) i 2 miotacze bomb głębinowych (20-30 bomb głębinowych)

### Wyposażenie
- hydrolokator Asdic
- system kierowania ogniem artylerii: główny dalmierz i punkt kierowania ogniem Mk I, 3,6-metrowy dalmierz i punkt kierowania ogniem przeciwlotniczym Mk II (na nadbudówce dziobowej)